# Rugby Europe International Championships 2017/18
Die Rugby Europe International Championships 2017/18 waren ein Rugby-Union-Wettbewerb für europäische Nationalmannschaften der zweiten und dritten Stärkeklasse, unterhalb der Six Nations. Es handelte sich um die 43. Ausgabe der Rugby-Union-Europameisterschaft
Beteiligt waren 35 Mannschaften, die in vier Divisionen eingeteilt waren. Zusätzlich diente dieser von Rugby Europe organisierte Wettbewerb zur Ermittlung der europäischen Teilnehmer der Weltmeisterschaft 2019, die nicht bereits qualifiziert waren (siehe dazu Qualifikation zur Weltmeisterschaft 2019). Den Europameistertitel gewann zum zehnten Mal Georgien.

## Reglement
Das verwendete Punktesystem war in allen Divisionen wie folgt:
- 4 Punkte bei einem Sieg
- 2 Punkte bei einem Unentschieden
- 0 Punkte bei einer Niederlage
- 1 Bonuspunkt wenn eine Mannschaft in einem Spiel mindestens drei Versuche mehr erzielt als der Gegner
- 1 Bonuspunkt bei einer Niederlage mit sieben oder weniger Punkten Differenz

## Rugby Europe Championship

### Nachträgliche Änderungen
Da Georgien bereits automatisch für die Weltmeisterschaft qualifiziert war, wurden die Ergebnisse dieser Mannschaft bei der Ermittlung der übrigen Startplätze nicht berücksichtigt. Sowohl die Meisterschaft als auch der Qualifikationsprozess wurden durch kontroverse disziplinarische Fragen im Zusammenhang mit der Spielberechtigung von Spielern und der Auswahl neutraler Offizieller (namentlich des rumänischen Schiedsrichters Vlad Iordăchescu im Spiel Belgien gegen Spanien) stark beeinflusst. In Bezug auf die Spielberechtigung von Spielern kam der unabhängige Ausschuss nach einer umfassenden Prüfung der Beweise, einschließlich der Erklärungen und Stellungnahmen von World Rugby, Rugby Europe sowie der Verbände Belgiens, Rumäniens, Spaniens und Russlands zu folgendem Schluss:
- Belgien hatte 2017 und 2018 in sieben Fällen einen oder mehrere nicht spielberechtigte Spieler eingesetzt (davon sechs Spiele im Rahmen der Qualifikation für die Weltmeisterschaft 2019);
- Rumänien hatte dies in acht Fällen getan (davon sechs Spiele im Rahmen der WM-Qualifikation);
- Spanien war in neun Fällen betroffen (davon acht Spiele im Zusammenhang mit der WM-Qualifikation).

In Bezug auf die Sanktionen legte der unabhängige Ausschuss gemäß Regel 18 fest, dass für jedes Spiel, in dem ein Verband einen nicht spielberechtigten Spieler eingesetzt worden war, je fünf Punkte abgezogen werden. In der Praxis bedeutete dies 40 Punkte Abzug für Spanien, 30 Punkte Abzug für Belgien und 30 Punkte Abzug für Rumänien. Hinzu kamen finanzielle Sanktionen zulasten der betroffenen Verbände. Auf Grundlage der neu berechneten Tabelle qualifizierte sich daher Russland als Europa 1 und ersetzte Rumänien, während Deutschland Spanien im europäischen Play-off gegen Portugal ersetzte. Der Europameistertitel Georgiens blieb davon unberührt. Rumänien musste ein Play-off gegen Portugal um den Auf- oder Abstieg bestreiten.

### Tabelle
|    | Land        | Spiele | Siege | Unent. | Ndlg. | Spiel- punkte | Diff. | Bonus- punkte | Tabellen- punkte |
| -- | ----------- | ------ | ----- | ------ | ----- | ------------- | ----- | ------------- | ---------------- |
| 1. | Georgien    | 5      | 5     | 0      | 0     | 188:35        | + 153 | 4             | 24               |
| 2. | Russland    | 5      | 2     | 0      | 3     | 142:84        | + 58  | 3             | 11               |
| 3. | Deutschland | 5      | 0     | 0      | 5     | 34:359        | −325  | 0             | 0                |
| 4. | Belgien     | 5      | 2     | 0      | 3     | 106:182       | − 76  | 1             | − 1              |
| 5. | Spanien     | 5      | 3     | 0      | 2     | 146:74        | + 72  | 1             | − 7              |
| 6. | Rumänien    | 5      | 3     | 0      | 2     | 198:80        | + 118 | 2             | − 11             |

### Spiele
| 10. Februar 2018 14:00 GET (UTC+4) | Georgien | 47 : 0         | Belgien | Aia Arena, Kutaissi Zuschauer: 4900 Schiedsrichter: Marius Mitrea (Italien) |
| 10. Februar 2018 14:00 GET (UTC+4) | Versuche: Tschilatschawa 9. erh. Mamukaschwili 16. erh. Schwania 26. erh. Ziklauri 40.+1 erh. Pruidse 55. n.erh. Todua 67. erh. Sitschinawa 79. erh. Erhöhungen: Ziklauri (6/7) | (28:0) Bericht |         | Aia Arena, Kutaissi Zuschauer: 4900 Schiedsrichter: Marius Mitrea (Italien) |

| 10. Februar 2018 15:00 MSK (UTC+3) | Russland                                                                                           | 13 : 20         | Spanien | Kuban-Stadion, Krasnodar Zuschauer: 11.500 Schiedsrichter: Frank Murphy (Irland) |
| 10. Februar 2018 15:00 MSK (UTC+3) | Versuche: Gerassimow 8. erh. Erhöhungen: Kuschnarjow (1/1) Straftritte: Kuschnarjow (2/2) 29., 63. | (10:15) Bericht | Versuche: Rouet (2) 25. n.erh., 31. erh. Barthière 66. n.erh. Erhöhungen: Linklater (1/3) Straftritte: Linklater (1/2) 40. | Kuban-Stadion, Krasnodar Zuschauer: 11.500 Schiedsrichter: Frank Murphy (Irland) |

| 10. Februar 2018 16:00 OEZ (UTC+2) | Rumänien | 85 : 6         | Deutschland                        | Cluj Arena, Cluj-Napoca Zuschauer: 1500 Schiedsrichter: Maxime Burlet (Belgien) |
| 10. Februar 2018 16:00 OEZ (UTC+2) | Versuche: Fakaʻosilea (2) 5. erh., 60. erh. Lazăr 15. erh. Tangimana (2) 27. n.erh., 35. erh. Macovei (2) 40. n.erh., 69. n.erh. Burcea 44. erh. Kinikinilau (2) 47. erh., 62. erh. Dumitru 51. erh. Coste 73. erh. Shennan 80. erh. Erhöhungen: Vlaicu (8/10) Calafeteanu (2/3) | (31:6) Bericht | Straftritte: Menzel (2/3) 18., 31. | Cluj Arena, Cluj-Napoca Zuschauer: 1500 Schiedsrichter: Maxime Burlet (Belgien) |

| 17. Februar 2018 15:00 MSK (UTC+3) | Russland | 48 : 7         | Belgien                                        | Kuban-Stadion, Krasnodar Zuschauer: 6000 Schiedsrichter: Iñigo Atorrasagasti (Spanien) |
| 17. Februar 2018 15:00 MSK (UTC+3) | Versuche: Babajew 7. erh. Garbusow 24. n.erh. Gadschijew 39. erh. Jelgin (2) 56. n.erh., 71. erh. Galinowski 65. erh. Fedotko 74. erh. Erhöhungen: Kuschnarjow (5/7) Straftritte: Kuschnarjow (1/1) 52. | (19:0) Bericht | Versuche: Hart 47. erh. Erhöhungen: Hart (1/1) | Kuban-Stadion, Krasnodar Zuschauer: 6000 Schiedsrichter: Iñigo Atorrasagasti (Spanien) |

| 17. Februar 2018 14:30 MEZ (UTC+2) | Deutschland | 0 : 64         | Georgien | Stadion am Bieberer Berg, Offenbach Zuschauer: 2150 Schiedsrichter: Craig Evans (Wales) |
| 17. Februar 2018 14:30 MEZ (UTC+2) |             | (0:19) Bericht | Versuche: Kweseladse (3) 10. erh., 62. erh., 76. n.erh. Todua 15. n.erh. Tschilatschawa 28. erh. Peikricshwili 49. erh. Gatschetschiladse 59. erh. Giorgadse 69. erh. Schwania 73. n.erh. Chmaladse 80.+1 erh. Erhöhungen: Ziklauri (7/10) | Stadion am Bieberer Berg, Offenbach Zuschauer: 2150 Schiedsrichter: Craig Evans (Wales) |

| 18. Februar 2018 12:45 MEZ (UTC+1) | Spanien                                                                                      | 22 : 10        | Rumänien                                                                             | Estadio Nacional Universidad Complutense, Madrid Zuschauer: 15.000 Schiedsrichter: Thomas Charabas (Frankreich) |
| 18. Februar 2018 12:45 MEZ (UTC+1) | Versuche: Auzqui 4. n.erh. Ascarat 8. n.erh. Straftritte: Linklater (4/4) 21., 46., 62., 71. | (13:3) Bericht | Versuche: Fakaʻosilea 77. erh. Erhöhungen: Calafeteanu Straftritte: Vlaicu (1/1) 13. | Estadio Nacional Universidad Complutense, Madrid Zuschauer: 15.000 Schiedsrichter: Thomas Charabas (Frankreich) |

| 3. März 2018 18:00 GET (UTC+4) | Georgien | 23 : 10       | Spanien                                                                               | Micheil-Meschi-Stadion, Tiflis Zuschauer: 30.000 Schiedsrichter: Ian Davies (Wales) |
| 3. März 2018 18:00 GET (UTC+4) | Versuche: Strafversuch Melikidse 80.+7 erh. Erhöhungen: Matiaschwili (1/1) Straftritte: Matiaschwili (3/4) 10., 28., 40. | (9:3) Bericht | Versuche: Tauli 80.+4 erh. Erhöhungen: Peluchon (1/1) Straftritte: Peluchon (1/2) 34. | Micheil-Meschi-Stadion, Tiflis Zuschauer: 30.000 Schiedsrichter: Ian Davies (Wales) |

| 3. März 2018 16:00 OEZ (UTC+2) | Rumänien | 25 : 15        | Russland | Cluj Arena, Cluj-Napoca Zuschauer: 2000 Schiedsrichter: Alexandre Ruiz (Frankreich) |
| 3. März 2018 16:00 OEZ (UTC+2) | Versuche: Strafversuch 6. Shennan 49. n.erh. Kinikinilau 74. n.erh. Căpățână 79. n.erh. Straftritte: Calafeteanu (1/1) 38. | (10:8) Bericht | Versuche: Gerassimow 30. n.erh. Gaissin 69. erh. Erhöhungen: Gaissin (1/1) Straftritte: Kuschnarjow (1/1) 35. | Cluj Arena, Cluj-Napoca Zuschauer: 2000 Schiedsrichter: Alexandre Ruiz (Frankreich) |

| 3. März 2018 16:00 MEZ (UTC+1) | Belgien | 69 : 15        | Deutschland                                                                                                   | Centre sportif Nelson Mandela, Brüssel Zuschauer: 1600 Schiedsrichter: Pierre Brousset (Frankreich) |
| 3. März 2018 16:00 MEZ (UTC+1) | Versuche: Reynaert (2) 2. n.erh., 79. erh. Berger 8. erh. Strafversuch 14. Williams 17. n.erh. Jadot 21. n.erh. Piron (2) 26. erh., 54. n.erh. Benoy 31. erh. Hart 50. erh. d’Hooghe 67. erh. Erhöhungen: Williams (6/10) | (43:3) Bericht | Versuche: Listmann 65. n.erh. Harris 76. erh. Erhöhungen: Cameron-Dow (1/2) Straftritte: Cameron-Dow (1/1) 6. | Centre sportif Nelson Mandela, Brüssel Zuschauer: 1600 Schiedsrichter: Pierre Brousset (Frankreich) |

| 10. März 2018 13:00 OEZ (UTC+2) | Rumänien | 62 : 12        | Belgien                                                            | Stadionul Municipal, Buzău Zuschauer: 2000 Schiedsrichter: Sam Grove-White (Schottland) |
| 10. März 2018 13:00 OEZ (UTC+2) | Versuche: Strafversuch (3) 11., 43., 74. Umaga 17. n.erh. Burcea 23. erh. Moyake (2) 28. erh., 51. erh. Dumitru 54. n.erh. Badiu 64. erh. Erhöhungen: Calafeteanu (2/3) Fercu (1/2) Vlaicu (1/1) Straftritte: Calafeteanu 40. | (29:5) Bericht | Versuche: Cocu 37. n.erh. Muric 75. erh. Erhöhungen: Vassart (1/1) | Stadionul Municipal, Buzău Zuschauer: 2000 Schiedsrichter: Sam Grove-White (Schottland) |

| 10. März 2018 15:00 MSK (UTC+3) | Russland                                     | 9 : 29        | Georgien | Kuban-Stadion, Krasnodar Zuschauer: 3000 Schiedsrichter: Craig Maxwell-Keys (England) |
| 10. März 2018 15:00 MSK (UTC+3) | Straftritte: Kuschnarjow (3/3) 17., 30., 39. | (9:7) Bericht | Versuche: Peikrischwili 25. erh. Asieschwili 66. erh. Gatschetschiladse 72. erh. Kwirikaschwili 76. n.erh. Erhöhungen: Matiaschwili (3/3) Straftritte: Matiaschwili (1/1) 48. | Kuban-Stadion, Krasnodar Zuschauer: 3000 Schiedsrichter: Craig Maxwell-Keys (England) |

| 11. März 2018 12:30 MEZ (UTC+1) | Spanien | 84 : 10        | Deutschland                                                                | Estadio Nacional Universidad Complutense, Madrid Zuschauer: 15.763 Schiedsrichter: Marius Mitrea (Italien) |
| 11. März 2018 12:30 MEZ (UTC+1) | Versuche: Barthère 13. erh. Contardi 17. erh. Strafversuch 20. Bonán (2) 27. n.erh., 64. n.erh. Álvarez 33. erh. Gibouin 41. erh. López Pérez (2) 49. erh., 68. erh. Visensang 55. erh. Ascarat 76. n.erh. Linklater 80.+4 erh. Erhöhungen: Peluchon (6/7) Linklater (2/4) Straftritte: Peluchon (2/2) 3., 7. | (39:0) Bericht | Versuche: Hees 60. erh. Erhöhungen: Koch (1/1) Straftritte: Koch (1/1) 52. | Estadio Nacional Universidad Complutense, Madrid Zuschauer: 15.763 Schiedsrichter: Marius Mitrea (Italien) |

| 18. März 2018 16:00 GET (UTC+4) | Georgien | 25 : 16        | Rumänien                                                                                  | Boris-Paitschadse-Nationalstadion, Tiflis Zuschauer: 38.000 Schiedsrichter: Ludovic Cayre (Frankreich) |
| 18. März 2018 16:00 GET (UTC+4) | Versuche: Lomidse 20. erh. Sitschinawa 42. erh. Asieschwili 69. erh. Erhöhungen: Matiaschwili (2/3) Straftritte: Matiaschwili (2/2) 8., 47. | (10:6) Bericht | Versuche: Rădoi 78. erh. Erhöhungen: Vlaicu (1/1) Straftritte: Vlaicu (3/3) 11., 37., 60. | Boris-Paitschadse-Nationalstadion, Tiflis Zuschauer: 38.000 Schiedsrichter: Ludovic Cayre (Frankreich) |

| 18. März 2018 13:00 MEZ (UTC+1) | Deutschland            | 3 : 57         | Russland | Sportpark Höhenberg, Köln Zuschauer: 2600 Schiedsrichter: Ian Tempest (England) |
| 18. März 2018 13:00 MEZ (UTC+1) | Straftritte: Müller 6. | (3:33) Bericht | Versuche: Znobiladse (2) 10. erh., 18. n.erh. Rudoj (3) 26. erh., 29. erh., 80.+1 n.erh. Krotow 32. erh. Buditschenko 49. erh. Michalzow (2) 57. erh., 75. n.erh. Erhöhungen: Kuschnarjow (6/7) | Sportpark Höhenberg, Köln Zuschauer: 2600 Schiedsrichter: Ian Tempest (England) |

| 18. März 2018 13:00 MEZ (UTC+1) | Belgien                 | 18 : 10        | Spanien                                                                                   | Petit Heysel, Brüssel Zuschauer: 3000 Schiedsrichter: Vlad Iordăchescu (Rumänien) |
| 18. März 2018 13:00 MEZ (UTC+1) | Straftritte: Hart (6/7) | (12:0) Bericht | Versuche: López Pérez 70. erh. Erhöhungen: Peluchon (1/1) Straftritte: Peluchon (1/1) 74. | Petit Heysel, Brüssel Zuschauer: 3000 Schiedsrichter: Vlad Iordăchescu (Rumänien) |

## Rugby Europe Trophy
|    | Land        | Spiele | Siege | Unent. | Ndlg. | Spiel- punkte | Diff. | Bonus- punkte | Tabellen- punkte |
| -- | ----------- | ------ | ----- | ------ | ----- | ------------- | ----- | ------------- | ---------------- |
| 1. | Portugal    | 5      | 5     | 0      | 0     | 168:76        | + 92  | 3             | 23               |
| 2. | Niederlande | 5      | 4     | 0      | 1     | 199:110       | + 89  | 3             | 19               |
| 3. | Tschechien  | 5      | 3     | 0      | 2     | 93:120        | − 27  | 0             | 12               |
| 4. | Schweiz     | 5      | 2     | 0      | 3     | 109:122       | − 13  | 2             | 10               |
| 5. | Polen       | 5      | 1     | 0      | 4     | 106:147       | − 41  | 3             | 7                |
| 6. | Moldau      | 5      | 0     | 0      | 5     | 58:158        | − 100 | 1             | 1                |

| 28. Oktober 2017 14:00 MESZ (UTC+2) | Tschechien    | 19 : 14 | Polen | Stadion Markéta, Prag Zuschauer: 1500 Schiedsrichter: Vlad Iordăchescu (Rumänien) |
| 28. Oktober 2017 14:00 MESZ (UTC+2) | (6:3) Bericht |         |       | Stadion Markéta, Prag Zuschauer: 1500 Schiedsrichter: Vlad Iordăchescu (Rumänien) |

| 11. November 2017 13:00 OEZ (UTC+2) | Moldau         | 7 : 59 | Niederlande | Complexul Sportiv Raional Orhei, Orhei Zuschauer: 400 Schiedsrichter: Claudio Blessano (Italien) |
| 11. November 2017 13:00 OEZ (UTC+2) | (7:26) Bericht |        |             | Complexul Sportiv Raional Orhei, Orhei Zuschauer: 400 Schiedsrichter: Claudio Blessano (Italien) |

| 18. November 2017 15:00 MEZ (UTC+1) | Schweiz        | 27 : 30 | Niederlande | Stade Municipal, Yverdon-les-Bains Zuschauer: 2000 Schiedsrichter: Iñigo Atorrasagasti (Spanien) |
| 18. November 2017 15:00 MEZ (UTC+1) | (8:24) Bericht |         |             | Stade Municipal, Yverdon-les-Bains Zuschauer: 2000 Schiedsrichter: Iñigo Atorrasagasti (Spanien) |

| 18. November 2017 15:00 WEZ (UTC+0) | Portugal       | 45 : 12 | Tschechien | Estádio Nacional, Oeiras Zuschauer: 1000 Schiedsrichter: Christophe Ridley (England) |
| 18. November 2017 15:00 WEZ (UTC+0) | (24:5) Bericht |         |            | Estádio Nacional, Oeiras Zuschauer: 1000 Schiedsrichter: Christophe Ridley (England) |

| 18. November 2017 17:40 MEZ (UTC+1) | Polen          | 13 : 0 | Moldau | MOSiR-Stadion, Danzig Zuschauer: 3000 Schiedsrichter: Paulo Duarte (Portugal) |
| 18. November 2017 17:40 MEZ (UTC+1) | (10:0) Bericht |        |        | MOSiR-Stadion, Danzig Zuschauer: 3000 Schiedsrichter: Paulo Duarte (Portugal) |

| 25. November 2017 13:15 OEZ (UTC+2) | Moldau         | 20 : 22 | Schweiz | Complexul Sportiv Raional Orhei, Orhei Zuschauer: 300 Schiedsrichter: Nigel Correll (Irland) |
| 25. November 2017 13:15 OEZ (UTC+2) | (8:15) Bericht |         |         | Complexul Sportiv Raional Orhei, Orhei Zuschauer: 300 Schiedsrichter: Nigel Correll (Irland) |

| 10. Februar 2018 15:00 WEZ (UTC+0) | Portugal       | 36 : 12 | Niederlande | Estádio Nacional, Lissabon Zuschauer: 1500 Schiedsrichter: Sébastien Minery (Frankreich) |
| 10. Februar 2018 15:00 WEZ (UTC+0) | (24:0) Bericht |         |             | Estádio Nacional, Lissabon Zuschauer: 1500 Schiedsrichter: Sébastien Minery (Frankreich) |

| 24. Februar 2018 15:00 WEZ (UTC+0) | Portugal       | 31 : 17 | Schweiz | Complexo Municipal de Atletismo, Setúbal Zuschauer: 1500 Schiedsrichter: Vlad Iordăchescu (Rumänien) |
| 24. Februar 2018 15:00 WEZ (UTC+0) | (3:17) Bericht |         |         | Complexo Municipal de Atletismo, Setúbal Zuschauer: 1500 Schiedsrichter: Vlad Iordăchescu (Rumänien) |

| 3. März 2018 15:00 MEZ (UTC+1) | Niederlande     | 71 : 30 | Polen | NRCA, Amsterdam Zuschauer: 4000 Schiedsrichter: Ludovic Cayre (Frankreich) |
| 3. März 2018 15:00 MEZ (UTC+1) | (28:13) Bericht |         |       | NRCA, Amsterdam Zuschauer: 4000 Schiedsrichter: Ludovic Cayre (Frankreich) |

| 10. März 2018 15:00 OEZ (UTC+2) | Moldau         | 10 : 29 | Portugal | Stadionul Moldova, Anenii Noi Schiedsrichter: Schota Tewsadse (Georgien) |
| 10. März 2018 15:00 OEZ (UTC+2) | (5:10) Bericht |         |          | Stadionul Moldova, Anenii Noi Schiedsrichter: Schota Tewsadse (Georgien) |

| 10. März 2018 15:00 MEZ (UTC+1) | Tschechien    | 17 : 13 | Schweiz | Stadion Markéta, Prag Zuschauer: 800 Schiedsrichter: Vlad Iordăchescu (Rumänien) |
| 10. März 2018 15:00 MEZ (UTC+1) | (7:3) Bericht |         |         | Stadion Markéta, Prag Zuschauer: 800 Schiedsrichter: Vlad Iordăchescu (Rumänien) |

| 17. März 2018 15:00 MEZ (UTC+1) | Schweiz         | 30 : 24 | Polen | Stade des Cherpines, Plan-les-Ouates Zuschauer: 800 Schiedsrichter: Andrea Piardi (Italien) |
| 17. März 2018 15:00 MEZ (UTC+1) | (12:24) Bericht |         |       | Stade des Cherpines, Plan-les-Ouates Zuschauer: 800 Schiedsrichter: Andrea Piardi (Italien) |

| 17. März 2018 15:00 MEZ (UTC+1) | Niederlande    | 27 : 10 | Tschechien | NRCA, Amsterdam Zuschauer: 2500 Schiedsrichter: Maxime Burlet (Belgien) |
| 17. März 2018 15:00 MEZ (UTC+1) | (17:0) Bericht |         |            | NRCA, Amsterdam Zuschauer: 2500 Schiedsrichter: Maxime Burlet (Belgien) |

| 24. März 2018 18:00 MEZ (UTC+1) | Polen           | 25 : 27 | Portugal | ŁKS-Stadion, Łódź Zuschauer: 600 Schiedsrichter: Dan Jones (Wales) |
| 24. März 2018 18:00 MEZ (UTC+1) | (13:10) Bericht |         |          | ŁKS-Stadion, Łódź Zuschauer: 600 Schiedsrichter: Dan Jones (Wales) |

| 21. April 2018 14:00 MESZ (UTC+2) | Tschechien    | 35 : 21 | Moldau | Stadion Markéta, Prag Zuschauer: 600 Schiedsrichter: Lloyd Linton (Schottland) |
| 21. April 2018 14:00 MESZ (UTC+2) | (6:7) Bericht |         |        | Stadion Markéta, Prag Zuschauer: 600 Schiedsrichter: Lloyd Linton (Schottland) |

## Rugby Europe Conference
Bei diesem Wettbewerb waren Alhambra Nievas und Joy Neville die ersten beiden Schiedsrichterinnen, die ein Länderspiel der Männer leiteten. Am 14. Oktober 2017 leitete Nievas das Spiel zwischen Finnland und Norwegen, am 28. Oktober 2017 leitete Neville das Spiel zwischen Norwegen und Dänemark.

### Conference 1

#### Nord
|    | Land     | Spiele | Siege | Unent. | Ndlg. | Spiel- punkte | Diff. | Bonus- punkte | Tabellen- punkte |
| -- | -------- | ------ | ----- | ------ | ----- | ------------- | ----- | ------------- | ---------------- |
| 1. | Litauen  | 4      | 4     | 0      | 0     | 127:78        | + 49  | 1             | 17               |
| 2. | Ukraine  | 4      | 2     | 1      | 1     | 92:63         | + 29  | 2             | 12               |
| 3. | Schweden | 4      | 2     | 0      | 2     | 92:109        | − 17  | 1             | 9                |
| 4. | Ungarn   | 4      | 0     | 1      | 3     | 60:72         | − 12  | 3             | 5                |
| 5. | Lettland | 4      | 1     | 0      | 3     | 72:121        | − 49  | 0             | 4                |

| 14. Oktober 2017 15:00 MESZ (UTC+2) | Schweden       | 12 : 10 | Ungarn | Bollspelaren, Norrköping Zuschauer: 650 Schiedsrichter: Philippe Lenne (Belgien) |
| 14. Oktober 2017 15:00 MESZ (UTC+2) | (5:10) Bericht |         |        | Bollspelaren, Norrköping Zuschauer: 650 Schiedsrichter: Philippe Lenne (Belgien) |

| 21. Oktober 2017 15:00 MESZ (UTC+2) | Ungarn        | 6 : 12 | Lettland | RCH Stadion, Esztergom Zuschauer: 300 Schiedsrichter: Tomáš Tůma (Tschechien) |
| 21. Oktober 2017 15:00 MESZ (UTC+2) | (3:6) Bericht |        |          | RCH Stadion, Esztergom Zuschauer: 300 Schiedsrichter: Tomáš Tůma (Tschechien) |

| 28. Oktober 2017 14:00 OESZ (UTC+3) | Ukraine        | 29 : 8 | Schweden | Spartak-Stadion, Odessa Zuschauer: 1500 Schiedsrichter: Ionuț Bodea (Rumänien) |
| 28. Oktober 2017 14:00 OESZ (UTC+3) | (15:5) Bericht |        |          | Spartak-Stadion, Odessa Zuschauer: 1500 Schiedsrichter: Ionuț Bodea (Rumänien) |

| 28. Oktober 2017 15:00 OESZ (UTC+3) | Lettland        | 19 : 33 | Litauen | Zemgales Olimpiskais centrs, Jelgava Zuschauer: 500 Schiedsrichter: Dan Maughan (Deutschland) |
| 28. Oktober 2017 15:00 OESZ (UTC+3) | (16:14) Bericht |         |         | Zemgales Olimpiskais centrs, Jelgava Zuschauer: 500 Schiedsrichter: Dan Maughan (Deutschland) |

| 4. November 2017 14:00 OEZ (UTC+2) | Litauen        | 22 : 12 | Ukraine | Aukstaitijos Sporto Kompleksas, Panevėžys Zuschauer: 500 Schiedsrichter: Killian O’Brien (Deutschland) |
| 4. November 2017 14:00 OEZ (UTC+2) | (19:0) Bericht |         |         | Aukstaitijos Sporto Kompleksas, Panevėžys Zuschauer: 500 Schiedsrichter: Killian O’Brien (Deutschland) |

| 21. April 2018 15:00 MESZ (UTC+2) | Ungarn         | 25 : 29 | Litauen | RCH Stadion, Esztergom Zuschauer: 400 Schiedsrichter: Claudio Blessano (Italien) |
| 21. April 2018 15:00 MESZ (UTC+2) | (6:17) Bericht |         |         | RCH Stadion, Esztergom Zuschauer: 400 Schiedsrichter: Claudio Blessano (Italien) |

| 28. April 2018 15:00 MESZ (UTC+2) | Litauen        | 43 : 22 | Schweden | Telšių Centrinis Stadionas, Telšiai Zuschauer: 2500 Schiedsrichter: Alexei Brysgalin (Russland) |
| 28. April 2018 15:00 MESZ (UTC+2) | (33:5) Bericht |         |          | Telšių Centrinis Stadionas, Telšiai Zuschauer: 2500 Schiedsrichter: Alexei Brysgalin (Russland) |

| 28. April 2018 15:00 OESZ (UTC+3) | Ukraine        | 19 : 19 | Ungarn | Junist-Stadion, Lwiw Zuschauer: 300 Schiedsrichter: Matteo Liperini (Italien) |
| 28. April 2018 15:00 OESZ (UTC+3) | (0:13) Bericht |         |        | Junist-Stadion, Lwiw Zuschauer: 300 Schiedsrichter: Matteo Liperini (Italien) |

| 5. Mai 2018 15:00 OESZ (UTC+3) | Lettland      | 14 : 32 | Ukraine | Upesciema Stadions, Garkalne Schiedsrichter: Hrvoje Bartolić (Kroatien) |
| 5. Mai 2018 15:00 OESZ (UTC+3) | (6:8) Bericht |         |         | Upesciema Stadions, Garkalne Schiedsrichter: Hrvoje Bartolić (Kroatien) |

| 12. Mai 2018 15:00 MESZ (UTC+2) | Schweden        | 50 : 27 | Lettland | Korsängen, Enköping Zuschauer: 500 Schiedsrichter: Yann Benoît (Schweiz) |
| 12. Mai 2018 15:00 MESZ (UTC+2) | (19:13) Bericht |         |          | Korsängen, Enköping Zuschauer: 500 Schiedsrichter: Yann Benoît (Schweiz) |

#### Süd
|    | Land                    | Spiele | Siege | Unent. | Ndlg. | Spiel- punkte | Diff. | Bonus- punkte | Tabellen- punkte |
| -- | ----------------------- | ------ | ----- | ------ | ----- | ------------- | ----- | ------------- | ---------------- |
| 1. | Malta                   | 4      | 4     | 0      | 0     | 221:48        | + 173 | 3             | 19               |
| 2. | Kroatien                | 4      | 2     | 1      | 1     | 85:97         | – 12  | 1             | 11               |
| 3. | Israel                  | 4      | 2     | 0      | 2     | 105:86        | + 19  | 2             | 10               |
| 4. | Bosnien und Herzegowina | 4      | 1     | 0      | 3     | 54:140        | − 86  | 0             | 4                |
| 5. | Andorra                 | 4      | 0     | 1      | 3     | 60:154        | − 94  | 2             | 4                |

| 21. Oktober 2017 16:00 MESZ (UTC+2) | Andorra       | 22 : 27 | Israel | Estadi Nacional, Andorra la Vella Zuschauer: 600 Schiedsrichter: Yann Benoît (Schweiz) |
| 21. Oktober 2017 16:00 MESZ (UTC+2) | (5:7) Bericht |         |        | Estadi Nacional, Andorra la Vella Zuschauer: 600 Schiedsrichter: Yann Benoît (Schweiz) |

| 28. Oktober 2017 14:00 MESZ (UTC+2) | Kroatien       | 32 : 17 | Israel | Stadion Stari plac, Split Zuschauer: 600 Schiedsrichter: Matteo Liperini (Italien) |
| 28. Oktober 2017 14:00 MESZ (UTC+2) | (17:5) Bericht |         |        | Stadion Stari plac, Split Zuschauer: 600 Schiedsrichter: Matteo Liperini (Italien) |

| 28. Oktober 2017 14:00 MESZ (UTC+2) | Bosnien und Herzegowina | 20 : 52 | Malta | Kamberovića Polje, Zenica Schiedsrichter: Štěpán Čekal (Tschechien) |
| 28. Oktober 2017 14:00 MESZ (UTC+2) | (8:40) Bericht          |         |       | Kamberovića Polje, Zenica Schiedsrichter: Štěpán Čekal (Tschechien) |

| 4. November 2017 14:00 MESZ (UTC+2) | Malta          | 56 : 8 | Kroatien | Hibernians Football Ground, Paola Zuschauer: 3000 Schiedsrichter: François Bouzac (Frankreich) |
| 4. November 2017 14:00 MESZ (UTC+2) | (30:8) Bericht |        |          | Hibernians Football Ground, Paola Zuschauer: 3000 Schiedsrichter: François Bouzac (Frankreich) |

| 11. November 2017 14:00 IST (UTC+2) | Israel         | 44 : 8 | Bosnien und Herzegowina | Wingate-Stadion, Netanja Zuschauer: 1.400 Schiedsrichter: John Catteau (Belgien) |
| 11. November 2017 14:00 IST (UTC+2) | (32:8) Bericht |        |                         | Wingate-Stadion, Netanja Zuschauer: 1.400 Schiedsrichter: John Catteau (Belgien) |

| 17. März 2018 15:00 IST (UTC+2) | Israel         | 17 : 24 | Malta | Wingate-Stadion, Netanja Zuschauer: 500 Schiedsrichter: Jorge Molpeceres (Spanien) |
| 17. März 2018 15:00 IST (UTC+2) | (7:14) Bericht |         |       | Wingate-Stadion, Netanja Zuschauer: 500 Schiedsrichter: Jorge Molpeceres (Spanien) |

| 17. März 2018 14:00 MEZ (UTC+1) | Bosnien und Herzegowina | 20 : 17 | Andorra | Arena Zenica, Zenica Zuschauer: 500 Schiedsrichter: Cristian Șerban (Rumänien) |
| 17. März 2018 14:00 MEZ (UTC+1) | (0:10) Bericht          |         |         | Arena Zenica, Zenica Zuschauer: 500 Schiedsrichter: Cristian Șerban (Rumänien) |

| 24. März 2018 15:00 MEZ (UTC+1) | Malta            | 89 : 3 | Andorra | Hibernians Football Ground, Paola Zuschauer: 1500 Schiedsrichter: Matej Razga (Tschechien) |
| 24. März 2018 15:00 MEZ (UTC+1) | (26 : 3) Bericht |        |         | Hibernians Football Ground, Paola Zuschauer: 1500 Schiedsrichter: Matej Razga (Tschechien) |

| 28. April 2018 15:00 MESZ (UTC+2) | Kroatien      | 27 : 6 | Bosnien und Herzegowina | Stadion NŠC Stjepan Spajić, Zagreb Zuschauer: 1.000 Schiedsrichter: Mark Patton (Irland) |
| 28. April 2018 15:00 MESZ (UTC+2) | (7:6) Bericht |        |                         | Stadion NŠC Stjepan Spajić, Zagreb Zuschauer: 1.000 Schiedsrichter: Mark Patton (Irland) |

| 5. Mai 2018 18:00 MESZ (UTC+2) | Andorra         | 18 : 18 | Kroatien | Estadi Nacional, Andorra la Vella Zuschauer: 500 Schiedsrichter: Philippe Lenne (Belgien) |
| 5. Mai 2018 18:00 MESZ (UTC+2) | (10:10) Bericht |         |          | Estadi Nacional, Andorra la Vella Zuschauer: 500 Schiedsrichter: Philippe Lenne (Belgien) |

### Conference 2

#### Nord
|    | Land      | Spiele | Siege | Unent. | Ndlg. | Spiel- punkte | Diff. | Bonus- punkte | Tabellen- punkte |
| -- | --------- | ------ | ----- | ------ | ----- | ------------- | ----- | ------------- | ---------------- |
| 1. | Luxemburg | 4      | 4     | 0      | 0     | 162:24        | + 138 | 3             | 19               |
| 2. | Dänemark  | 4      | 3     | 0      | 1     | 211:45        | + 166 | 2             | 14               |
| 3. | Finnland  | 4      | 2     | 0      | 2     | 107:120       | − 13  | 1             | 9                |
| 4. | Norwegen  | 4      | 1     | 0      | 3     | 83:90         | − 7   | 2             | 6                |
| 5. | Estland   | 4      | 0     | 0      | 4     | 31:315        | − 284 | 0             | 0                |

| 14. Oktober 2017 14:00 OESZ (UTC+3) | Finnland       | 15 : 8 | Norwegen | Myllypuro-Sportpark, Helsinki Zuschauer: 250 Schiedsrichter: Alhambra Nievas (Spanien) |
| 14. Oktober 2017 14:00 OESZ (UTC+3) | (12:8) Bericht |        |          | Myllypuro-Sportpark, Helsinki Zuschauer: 250 Schiedsrichter: Alhambra Nievas (Spanien) |

| 14. Oktober 2017 16:00 MESZ (UTC+2) | Dänemark      | 3 : 18 | Luxemburg | Odense Atletikstadion, Odense Zuschauer: 1000 Schiedsrichter: Rami Aro (Schweden) |
| 14. Oktober 2017 16:00 MESZ (UTC+2) | (3:8) Bericht |        |           | Odense Atletikstadion, Odense Zuschauer: 1000 Schiedsrichter: Rami Aro (Schweden) |

| 28. Oktober 2017 14:00 MESZ (UTC+2) | Norwegen        | 12 : 24 | Dänemark | Bislett-Stadion, Oslo Zuschauer: 1500 Schiedsrichter: Joy Neville (Irland) |
| 28. Oktober 2017 14:00 MESZ (UTC+2) | (12:19) Bericht |         |          | Bislett-Stadion, Oslo Zuschauer: 1500 Schiedsrichter: Joy Neville (Irland) |

| 11. November 2017 16:00 MEZ (UTC+1) | Luxemburg      | 64 : 0 | Estland | Josy-Barthel-Stadion, Luxemburg Zuschauer: 600 Schiedsrichter: Mike Hawkins (Dänemark) |
| 11. November 2017 16:00 MEZ (UTC+1) | (38:0) Bericht |        |         | Josy-Barthel-Stadion, Luxemburg Zuschauer: 600 Schiedsrichter: Mike Hawkins (Dänemark) |

| 14. April 2018 16:00 MESZ (UTC+2) | Luxemburg      | 45 : 5 | Finnland | Josy-Barthel-Stadion, Luxemburg Zuschauer: 1300 Schiedsrichter: Gert Visser (Niederlande) |
| 14. April 2018 16:00 MESZ (UTC+2) | (24:0) Bericht |        |          | Josy-Barthel-Stadion, Luxemburg Zuschauer: 1300 Schiedsrichter: Gert Visser (Niederlande) |

| 28. April 2018 15:00 MESZ (UTC+2) | Dänemark       | 127 : 5 | Estland | Odense Atletikstadion, Odense Zuschauer: 200 Schiedsrichter: Finlay Brown (Schottland) |
| 28. April 2018 15:00 MESZ (UTC+2) | (59:0) Bericht |         |         | Odense Atletikstadion, Odense Zuschauer: 200 Schiedsrichter: Finlay Brown (Schottland) |

| 28. April 2018 15:00 MESZ (UTC+2) | Luxemburg       | 35 : 16 | Norwegen | Josy-Barthel-Stadion, Luxemburg Zuschauer: 1000 Schiedsrichter: Dan Maughan (Deutschland) |
| 28. April 2018 15:00 MESZ (UTC+2) | (17:10) Bericht |         |          | Josy-Barthel-Stadion, Luxemburg Zuschauer: 1000 Schiedsrichter: Dan Maughan (Deutschland) |

| 12. Mai 2018 15:00 OESZ (UTC+3) | Finnland       | 10 : 57 | Dänemark | Myllypuro-Sportpark, Helsinki Zuschauer: 250 Schiedsrichter: Łukasz Jasiński (Polen) |
| 12. Mai 2018 15:00 OESZ (UTC+3) | (0:33) Bericht |         |          | Myllypuro-Sportpark, Helsinki Zuschauer: 250 Schiedsrichter: Łukasz Jasiński (Polen) |

| 12. Mai 2018 14:00 OESZ (UTC+3) | Estland        | 16 : 47 | Norwegen | Tartu Ülikooli staadion, Tartu Zuschauer: 100 Schiedsrichter: Ramūnas Grumbinas (Litauen) |
| 12. Mai 2018 14:00 OESZ (UTC+3) | (6:21) Bericht |         |          | Tartu Ülikooli staadion, Tartu Zuschauer: 100 Schiedsrichter: Ramūnas Grumbinas (Litauen) |

| 9. Juni 2018 14:00 OESZ (UTC+3) | Estland         | 10 : 77 | Finnland | Tamme staadion, Tartu Zuschauer: 100 Schiedsrichter: Artur Kaptjuch (Russland) |
| 9. Juni 2018 14:00 OESZ (UTC+3) | (10:34) Bericht |         |          | Tamme staadion, Tartu Zuschauer: 100 Schiedsrichter: Artur Kaptjuch (Russland) |

#### Süd
|    | Land       | Spiele | Siege | Unent. | Ndlg. | Spiel- punkte | Diff. | Bonus- punkte | Tabellen- punkte |
| -- | ---------- | ------ | ----- | ------ | ----- | ------------- | ----- | ------------- | ---------------- |
| 1. | Zypern     | 4      | 3     | 0      | 1     | 114:51        | + 63  | 2             | 14               |
| 2. | Österreich | 4      | 3     | 0      | 1     | 110:85        | + 25  | 1             | 13               |
| 3. | Serbien    | 4      | 2     | 0      | 2     | 131:98        | + 33  | 2             | 10               |
| 4. | Slowenien  | 4      | 2     | 0      | 2     | 82:75         | + 7   | 1             | 9                |
| 5. | Slowakei   | 4      | 0     | 0      | 4     | 45:173        | – 128 | 0             | 0                |

| 21. Oktober 2017 18:00 MESZ (UTC+2) | Österreich      | 27 : 25 | Serbien | Wiener Sport-Club Platz, Wien Schiedsrichter: Csaba Priskin (Ungarn) |
| 21. Oktober 2017 18:00 MESZ (UTC+2) | (17:15) Bericht |         |         | Wiener Sport-Club Platz, Wien Schiedsrichter: Csaba Priskin (Ungarn) |

| 28. Oktober 2017 14:00 MESZ (UTC+2) | Serbien         | 21 : 30 | Slowenien | Stadion Dinamo, Pančevo Zuschauer: 4500 Schiedsrichter: Łukasz Jasiński (Polen) |
| 28. Oktober 2017 14:00 MESZ (UTC+2) | (21:20) Bericht |         |           | Stadion Dinamo, Pančevo Zuschauer: 4500 Schiedsrichter: Łukasz Jasiński (Polen) |

| 4. November 2017 14:00 MEZ (UTC+1) | Slowenien      | 29 : 15 | Slowakei | Športni Park Šiška, Ljubljana Zuschauer: 600 Schiedsrichter: Hrvoje Bartolić (Kroatien) |
| 4. November 2017 14:00 MEZ (UTC+1) | (18:7) Bericht |         |          | Športni Park Šiška, Ljubljana Zuschauer: 600 Schiedsrichter: Hrvoje Bartolić (Kroatien) |

| 11. November 2017 14:30 OEZ (UTC+2) | Zypern         | 42 : 5 | Österreich | Pafiako-Stadion, Paphos Zuschauer: 1000 Schiedsrichter: Ariel Cabral (Israel) |
| 11. November 2017 14:30 OEZ (UTC+2) | (21:0) Bericht |        |            | Pafiako-Stadion, Paphos Zuschauer: 1000 Schiedsrichter: Ariel Cabral (Israel) |

| 25. November 2017 14:00 MEZ (UTC+1) | Slowakei       | 6 : 38 | Zypern | Štadión PFK, Piešťany Zuschauer: 300 Schiedsrichter: Nicolas Vandecauter (Belgien) |
| 25. November 2017 14:00 MEZ (UTC+1) | (6:12) Bericht |        |        | Štadión PFK, Piešťany Zuschauer: 300 Schiedsrichter: Nicolas Vandecauter (Belgien) |

| 24. März 2018 14:30 OEZ (UTC+2) | Zypern        | 17 : 5 | Slowenien | Pafiako-Stadion, Paphos Schiedsrichter: Tomáš Tuma (Tschechien) |
| 24. März 2018 14:30 OEZ (UTC+2) | (5:0) Bericht |        |           | Pafiako-Stadion, Paphos Schiedsrichter: Tomáš Tuma (Tschechien) |

| 24. März 2018 16:00 MEZ (UTC+1) | Österreich       | 56 : 0 | Slowakei | Wiener Sport-Club Platz, Wien Schiedsrichter: Afonso Nogueira (Portugal) |
| 24. März 2018 16:00 MEZ (UTC+1) | (26 : 0) Bericht |        |          | Wiener Sport-Club Platz, Wien Schiedsrichter: Afonso Nogueira (Portugal) |

| 7. April 2018 15:00 MESZ (UTC+2) | Slowenien     | 18 : 22 | Österreich | Športni Park Šiška, Ljubljana Zuschauer: 225 Schiedsrichter: Nika Amaschukeli (Georgien) |
| 7. April 2018 15:00 MESZ (UTC+2) | (3:8) Bericht |         |            | Športni Park Šiška, Ljubljana Zuschauer: 225 Schiedsrichter: Nika Amaschukeli (Georgien) |

| 21. April 2018 14:00 MESZ (UTC+2) | Slowakei        | 24 : 50 | Serbien | Štadión PFK, Piešťany Zuschauer: 250 Schiedsrichter: David Sutherland (Schottland) |
| 21. April 2018 14:00 MESZ (UTC+2) | (12:24) Bericht |         |         | Štadión PFK, Piešťany Zuschauer: 250 Schiedsrichter: David Sutherland (Schottland) |

| 28. April 2018 15:00 MEZ (UTC+1) | Serbien        | 35 : 17 | Zypern | Makiš-Stadion, Belgrad Schiedsrichter: Pedro Mendes Silva (Portugal) |
| 28. April 2018 15:00 MEZ (UTC+1) | (25:5) Bericht |         |        | Makiš-Stadion, Belgrad Schiedsrichter: Pedro Mendes Silva (Portugal) |

## Rugby Europe Development
|    | Land       | Spiele | Siege | Unent. | Ndlg. | Spiel- punkte | Diff. | Bonus- punkte | Tabellen- punkte |
| -- | ---------- | ------ | ----- | ------ | ----- | ------------- | ----- | ------------- | ---------------- |
| 1. | Bulgarien  | 2      | 2     | 0      | 0     | 96:25         | + 71  | 1             | 9                |
| 2. | Türkei     | 2      | 1     | 0      | 1     | 38:47         | − 9   | 0             | 4                |
| 3. | Montenegro | 2      | 0     | 0      | 2     | 8:70          | − 62  | 1             | 1                |

| 14. April 2018 12:00 MESZ (UTC+2) | Montenegro     | 0 : 57 | Bulgarien | Stadion Željezare, Nikšić Zuschauer: 200 Schiedsrichter: Rami Aro (Schweden) |
| 14. April 2018 12:00 MESZ (UTC+2) | (0:22) Bericht |        |           | Stadion Željezare, Nikšić Zuschauer: 200 Schiedsrichter: Rami Aro (Schweden) |

| 28. April 2018 15:00 MESZ (UTC+2) | Türkei        | 13 : 8 | Montenegro | Maltepe Hasan Polat Stadyumu, Istanbul Zuschauer: 300 Schiedsrichter: Alexandru Ionescu (Rumänien) |
| 28. April 2018 15:00 MESZ (UTC+2) | (3:0) Bericht |        |            | Maltepe Hasan Polat Stadyumu, Istanbul Zuschauer: 300 Schiedsrichter: Alexandru Ionescu (Rumänien) |

| 5. Mai 2018 15:00 MESZ (UTC+2) | Bulgarien      | 39 : 25 | Türkei | NSA-Stadion, Sofia Zuschauer: 600 Schiedsrichter: Dejan Stiglic (Serbien) |
| 5. Mai 2018 15:00 MESZ (UTC+2) | (22:8) Bericht |         |        | NSA-Stadion, Sofia Zuschauer: 600 Schiedsrichter: Dejan Stiglic (Serbien) |

## Relegationsspiele
Championship/Trophy
| 3. November 2018 15:00 OEZ (UTC+2) | Rumänien | 36 : 6 | Portugal | Stadionul Arcul de Triumf, Bukarest Zuschauer: 3000 Schiedsrichter: Ian Tempest (England) |
| 3. November 2018 15:00 OEZ (UTC+2) | Bericht  |        |          | Stadionul Arcul de Triumf, Bukarest Zuschauer: 3000 Schiedsrichter: Ian Tempest (England) |

Trophy/Rugby Europe Conference 1
| 19. Mai 2018 14:00 OESZ (UTC+3) | Litauen        | 81 : 10 | Malta | Savivaldybė-Stadion, Šiauliai Zuschauer: 1500 Schiedsrichter: Rémy Charleroy (Frankreich) |
| 19. Mai 2018 14:00 OESZ (UTC+3) | (45:5) Bericht |         |       | Savivaldybė-Stadion, Šiauliai Zuschauer: 1500 Schiedsrichter: Rémy Charleroy (Frankreich) |